# 2019-es angol labdarúgókupa-döntő
A 2019-es angol labdarúgókupa-döntő a 138. döntő volt a világ legrégebbi labdarúgó-versenyének, az FA-kupának a történetében. A mérkőzést a Wembley Stadionban, Londonban rendezték 2019. május 18-án. A két résztvevő a Manchester City és a Watford csapata volt.
A két csapat negyedik alkalommal találkozott a kupasorozatban - bár az első alkalommal, az 1985–86-as szezonban megismételt mérkőzésre volt szükség - és az első alkalom volt, hogy a negyedik fordulónál későbbi fázisban mérkőztek meg egymással. A Manchester City tizenegyedik alkalommal jutott be az FA-kupa döntőjébe, míg a Watford második kupafináléját játszhatta.
A találkozót a BBC és a BT Sport egyaránt élőben közvetítette az Egyesült Királyságban. A BBC One biztosította az ingyenes elérhetőséget, a BT Sport 2 közvetítése azonban kizárólag előfizetők számára volt elérhető.
A mérkőzésen a Manchester City 6–0-s győzelmével hatodik alkalommal nyerte meg a kupát.

## Út a döntőbe

### Manchester City
| Forduló                                                                                        | Ellenfél                   | Végeredmény |
| ---------------------------------------------------------------------------------------------- | -------------------------- | ----------- |
| 3. forduló                                                                                     | Rotherham United (H)       | 7–0 <       |
| 4. forduló                                                                                     | Burnley (H)                | 5–0         |
| 5. forduló                                                                                     | Newport County (A)         | 4–1         |
| Negyeddöntő                                                                                    | Swansea City (V)           | 3–2         |
| Elődöntő                                                                                       | Brighton & Hove Albion (S) | 1–0         |
| Jelmagyarázat: (H) = Hazai pálya; (V) = Vendégként játszott mérkőzés; (S) = Semleges helyszín. |                            |             |

Premier League-klubként a Manchester City a harmadik fordulóban csatlakozott be a kupaküzdelmekbe, ahol a másodosztályú Rotherham United volt az ellenfelük. Hazai pályán, az Etihad Stadionban 7–0-ra győzött a csapat Raheem Sterling, Phil Foden, Semi Ajayi, Gabriel Jesus, Rijad Mahrez, Nicolás Otamendi és Leroy Sané góljaival. A negyedik fordulóban a szintén első osztályú Burnley volt az ellenfél, ugyancsak hazai pályán. A City 5–0-s győzelmet aratott Jesus, Bernardo Silva, Kevin De Bruyne, Kevin Long és Sergio Agüero góljaival. A következő körben a csapat 4–1-re nyert Sane, Foden és Mahrez két góljával a Newport County ellen.
A negyeddöntőben a másodosztályú Swansea City ellenében a Liberty Stadionban léptek pályára és győztek 3–2-re. Az elődöntőt a Wembley Stadionban rendezték, a City ellenfele a Brighton & Hove Albion volt, amelyet 1–0 arányban sikerült legyőzni Gabriel Jesus góljával.

### Watford
| Forduló                                                                                        | Ellenfél                    | Végeredmény |
| ---------------------------------------------------------------------------------------------- | --------------------------- | ----------- |
| 3. forduló                                                                                     | Woking (V)                  | 2–0         |
| 4. forduló                                                                                     | Newcastle United (V)        | 2–0         |
| 5. forduló                                                                                     | Queens Park Rangers (V)     | 1–0         |
| Negyeddöntő                                                                                    | Crystal Palace (H)          | 2–1         |
| Elődöntő                                                                                       | Wolverhampton Wanderers (S) | 3–2 (h.u)   |
| Jelmagyarázat: (H) = Hazai pálya; (V) = Vendégként játszott mérkőzés; (S) = Semleges helyszín. |                             |             |

A Watford szintén a harmadik fordulóban kapcsolódott be a kupaküzdelmekbe, ahol a hatodosztályú Woking csapatával mérkőztek meg és nyertek 2–0 arányban Will Hughes és Troy Deeney góljaival. A következő körben a szintén a Premier League-ben szereplő Newcastle United volt a csapat ellenfele idegenben, a St James' Parkban. A Watford újabb 2–0-s győzelmet aratott Andre Gray és Isaac Success góljaival. Az ötödik fordulóban a másodosztályban szereplő Queens Park Rangers csapatához látogattak a Loftus Roadra. A találkozót a Watford nyerte 1–0-ra Etienne Capoue góljával.
A negyeddöntőben az élvonalban szereplő Crystal Palace ellen hazai pályán 2–1-es sikert arattak Capoue és a Grey góljaival. Az elődöntőt a Wembley Stadionban rendezték, a csapat a Wolverhampton Wanderersszel játszott. A Wolves 2–0-s előnyre tett szert, azonban a Watford egyenlíteni tudott Gerard Deulofeu duplájával, majd a hosszabbításban Deeney a döntőbe jutást jelentő gólt is megszerezte csapat számára.

## A döntő előzményei
A Manchester City a 2018–2019-es szezonban már a második hazai kupadöntőjébe kvalifikálta magát, miután megnyerte a 2018–19-es Ligakupát. A Watford 1984 óta az első FA-kupa-döntőjét játszhatja, 1987 óta a csapat négy elődöntőt veszített el.
Mindkét klub mintegy 28 000 jegyet kapott. A felnőttek számára ezek 45, 70, 115 és 145 fontba kerülnek. 14 000 jegyet osztottak ki a labdarúgó-szövetségen keresztül, ezek magukban foglalják a megyei szövetségeket, az FA-vel kapcsolatos ligákat, klubokat és a jótékonysági szervezeteket. A Manchester City szurkolói a stadion keleti oldalán helyezkednek el, míg Watford rajongói nyugatra lesznek beosztva.

## A mérkőzés
Az angol bajnokság utolsó fordulójában a Watford hátvédjét, Joszíf Holévaszt kiállították és elvileg eltiltása miatt nem léphetett volna pályára a kupadöntőben sem, de a szövetség utólag törölte az eltiltását. Heurelho Gomes, a Watford kapusa ezen a találkozón profi pályafutásának utolsó mérkőzését játszotta.

### Összefoglaló
| 2019. május 18. 17:00 |

| Manchester City                                                   | 6–0               | Watford |
| ----------------------------------------------------------------- | ----------------- | ------- |
| D. Silva 26' Gabriel Jesus 38' 68' De Bruyne 61' Sterling 81' 87' | (2–0) Jegyzőkönyv |         |

| Wembley Stadion, London Nézőszám: 85 854 Játékvezető: Kevin Friend |

| Manchester City | Watford |

| GK              | 31 | Ederson              |     |     |
| RB              | 2  | Kyle Walker          |     |     |
| CB              | 4  | Vincent Kompany (c)  |     |     |
| CB              | 14 | Aymeric Laporte      |     |     |
| LB              | 35 | Olekszandr Zincsenko |     |     |
| RM              | 20 | Bernardo Silva       |     |     |
| CM              | 8  | İlkay Gündoğan       |     | 73' |
| LM              | 21 | David Silva          | 60' | 79' |
| RF              | 26 | Rijad Mahrez         |     | 55' |
| CF              | 33 | Gabriel Jesus        |     |     |
| LF              | 7  | Raheem Sterling      |     |     |
| Cserék:         |    |                      |     |     |
| GK              | 49 | Arijanet Murić       |     |     |
| DF              | 3  | Danilo               |     |     |
| DF              | 5  | John Stones          |     | 79' |
| DF              | 30 | Nicolás Otamendi     |     |     |
| MF              | 17 | Kevin De Bruyne      |     | 55' |
| MF              | 19 | Leroy Sané           |     | 73' |
| FW              | 10 | Sergio Agüero        |     |     |
| Menedzser:      |    |                      |     |     |
| Josep Guardiola |    |                      |     |     |

| GK          | 1  | Heurelho Gomes     |     |     |
| RB          | 21 | Kiko Femenía       | 80' |     |
| CB          | 6  | Adrian Mariappa    |     |     |
| CB          | 15 | Craig Cathcart     |     |     |
| LB          | 25 | Joszíf Holévasz    |     |     |
| RM          | 19 | Will Hughes        |     | 73' |
| CM          | 16 | Abdoulaye Doucouré | 22' |     |
| CM          | 29 | Étienne Capoue     |     |     |
| LM          | 37 | Roberto Pereyra    |     | 66' |
| CF          | 7  | Gerard Deulofeu    |     | 66' |
| CF          | 9  | Troy Deeney (c)    |     |     |
| Cserék:     |    |                    |     |     |
| GK          | 26 | Ben Foster         |     |     |
| DF          | 2  | Daryl Janmaat      |     |     |
| DF          | 11 | Adam Masina        |     |     |
| DF          | 27 | Christian Kabasele |     |     |
| MF          | 8  | Tom Cleverley      |     | 73' |
| FW          | 10 | Isaac Success      |     | 66' |
| FW          | 18 | Andre Gray         |     | 66' |
| Menedzser:  |    |                    |     |     |
| Javi Gracia |    |                    |     |     |

| Asszisztensek: Constantine Hatzidakis Matthew Wilkes Negyedik játékvezető: Graham Scott Tartalék játékvezető: Edward Smart Videóbíró: Andre Marriner Videóbíró asszisztense: Harry Lennard | Szabályok - 90 perc rendes játékidő. - 30 perc hosszabbítás döntetlen esetén. - Ha ezt követően sincs döntés, akkor tizenegyesrúgások következnek. - Hét cserejátékos nevezhető. - Maximum három cserelehetőség, hosszabbítás esetén plusz egy játékos becserélhető. |